# Championnats du monde de cross-country 1996
Navigation
Édition précédente Édition suivante
Les 24e Championnats du monde de cross-country IAAF  se sont déroulés le 23 mars 1996 à Stellenbosch en Afrique du Sud.

## Parcours
Les distances parcourues sont 12,15 km pour la course senior masculine, 6,3 km pour la course senior féminine, 8,35 km pour la course junior masculine, et 4,22 km pour la course junior féminine.

## Résultats

### Cross long hommes

#### Individuel
| Place              | Athlète            | Pays     | Temps |
| ------------------ | ------------------ | -------- | ----- |
| Médaille d'or      | Paul Tergat        | Kenya    | 33:44 |
| Médaille d'argent  | Salah Hissou       | Maroc    | 33:56 |
| Médaille de bronze | Ismael Kirui       | Kenya    | 33:57 |
| 4                  | Paul Koech         | Kenya    | 34:10 |
| 5                  | Haile Gebrselassie | Éthiopie | 34:28 |
| 6                  | Joseph Kimani      | Kenya    | 34:30 |
| 7                  | Khalid Skah        | Maroc    | 34:34 |
| 8                  | Ismaïl Sghyr       | Maroc    | 34:34 |
| 9                  | William Kiptum     | Kenya    | 34:35 |
| 10                 | Josephat Machuka   | Kenya    | 34:37 |

#### Équipes
| Médaille | Athlètes | Points  |
| Or       | Kenya Paul Tergat (1e) Ismael Kirui (3e) Paul Koech (4e) Joseph Kimani (6e) William Kiptum (9e) Josephat Machuka (10e)              | 33 pts  |
| Argent   | Maroc Salah Hissou (2e) Khalid Skah (7e) Ismaïl Sghyr (8e) Abderrahim Zitouna (13e) Mustapha Bamouh (29e) Khalid Boulami (40e)      | 99 pts  |
| Bronze   | Éthiopie Haile Gebreselassie (5e) Abraham Assefa (11e) Habte Jifar (17e) Fita Bayissa (18e) Ayele Mezegebu (21e) Chala Kelele (35e) | 107 pts |

### Course juniors hommes

#### Individuel
| Médaille | Athlète              | Temps       |
| Or       | David Chelule (KEN)  | 24 min 06 s |
| Argent   | Assefa Mezgebu (ETH) | 24 min 19 s |
| Bronze   | Samuel Chepkok (KEN) | 24 min 24 s |

#### Équipes
| Médaille | Athlètes | Points |
| Or       | Kenya    | 13 pts |
| Argent   | Éthiopie | 26 pts |
| Bronze   | Maroc    | 94 pts |

### Cross long femmes

#### Individuel
| Médaille | Athlète              | Temps       |
| Or       | Gete Wami (ETH)      | 20 min 12 s |
| Argent   | Rose Cheruiyot (KEN) | 20 min 18 s |
| Bronze   | Naomi Mugo (KEN)     | 20 min 21 s |

#### Équipes
| Médaille | Athlètes                                                                                  | Points |
| Or       | Kenya Rose Cheruiyot (2e) Naomi Mugo (3e) Jane Ngotho (8e) Sally Barsosio (11e)           | 24 pts |
| Argent   | Éthiopie Gete Wami (1e) Derartu Tulu (4e) Berhane Adere (10e) Getenesh Urge (29e)         | 44 pts |
| Bronze   | Roumanie Gabriela Szabo (9e) Iulia Negura (12e) Elena Fidatof (17e) Mariana Chirila (32e) | 70 pts |

### Cross Junior Femmes

#### Individuel
| Médaille | Athlète                | Temps       |
| Or       | Kutre Dulecha (ETH)    | 13 min 27 s |
| Argent   | Annemari Sandell (FIN) | 13 min 32 s |
| Bronze   | Jepkorir Ayabei (KEN)  | 13 min 35 s |

#### Équipes
| Médaille | Athlètes | Points |
| Or       | Kenya    | 21 pts |
| Argent   | Éthiopie | 26 pts |
| Bronze   | Japon    | 70 pts |